# Owerri

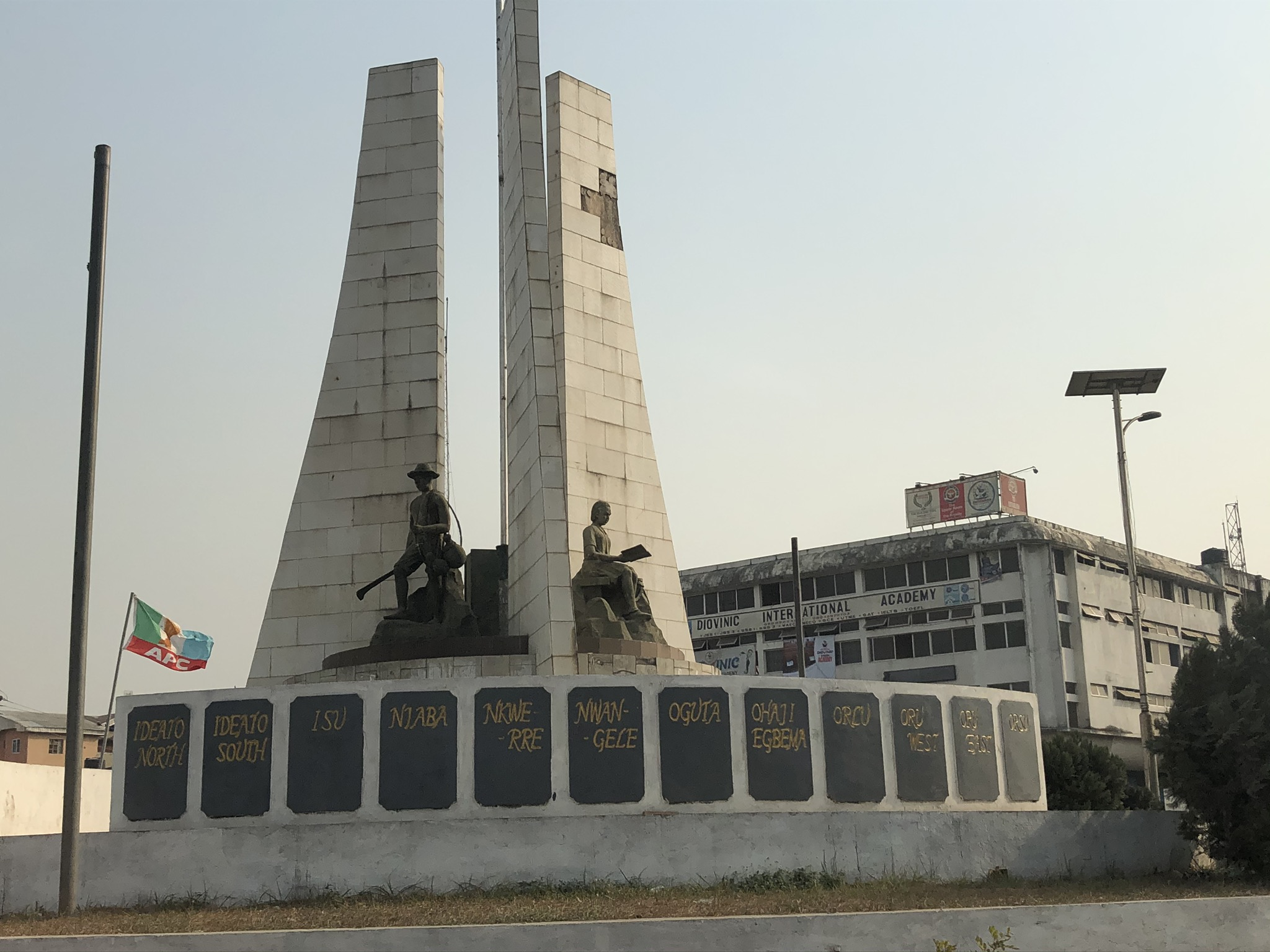
Cirkulationsplats i Owerri.

Owerri är en stad i södra Nigeria. Den är administrativ huvudort för delstaten Imo och har cirka 540 000 invånare (2016). Vid staden möts vägar från Aba, Onitsha, Port Harcourt och Umuahia. Staden ligger i ett av Nigerias mest tätbefolkade områden och bebos av igbofolket.
Owerri är ett handelscentrum för produkter såsom jams, kassava, majs och palmolja. Utöver detta exporteras gummi från de omgivande regnskogarna. Stadens industrinäring är tämligen begränsad, även om det finns en fabrik som producerar galvaniserad plåt.